# Kai Havertz
Kai Havertz   (Aquisgrà, 11 de juny de 1999) és un jugador de futbol alemany que juga com a migcampista d'atac o de extrem dret pel club de la Premier League Arsenal FC i per la selecció nacional d'Alemanya.
En debutar amb el Leverkusen el 2016, Havertz es va convertir en el debutant més jove de la Bundesliga i es va convertir en el jugador golejador més jove de la història del club quan va marcar el seu primer gol l'any següent. També és el jugador més jove a assolir les fites de 50 i 100 partits de lliga en la primera divisió alemanya.

## Carrera en equips

### Carrera juvenil
Nascut a Aquisgrà (Alemanya), Havertz va tenir la seva primera experiència futbolística a l'edat de quatre anys, quan va fitxar pel club amateur Alemannia Mariadorf, del qual el seu avi, Richard, era president. El 2009 va fitxar per l'Alamannia Aachen de segona divisió, on va passar només un any a l'acadèmia del club abans d'unir-se al Bayer Leverkusen a l'edat d'11 anys. En els anys següents, va haver de superar els reptes associats amb els esperons de creixement i el 2016, després de marcar 18 gols per la selecció sub-17 del club, va ser guardonat amb la medalla de plata U-17 Fritz Walter abans de ser promocionat al primer equip de Leverkusen l'any següent.

### Bayer Leverkusen
Havertz va debutar amb el Bayer Leverkusen el 15 d'octubre de 2016, entrant com a substitut de Charles Aránguiz a la mitja part en una derrota per 2–1 contra el Werder Bremen. En entrar al camp de joc, es va convertir en el debutant més jove de la Bundesliga del club, a l'edat de 17 anys i 126 dies, encara que el seu rècord va ser superat (per 111 dies) per Florian Wirtz el 2020. El 17 de febrer de 2017, va ajudar al seu company d'equip Karim Bellarabi a marcar el 50.000è gol de la Bundesliga. Quatre dies més tard, després de la suspensió del seu company d'equip Hakan Çalhanoğlu, va jugar el seu primer partit de la Lliga de Campions a la primera volta de setzens de final en una derrota contra l'Atlètic de Madrid. No obstant això, no va ser convocat al partit de tornada al març perquè coincidia amb el període d'examens de la seva escola. Va marcar el seu primer gol amb el club el 2 d'abril, en un empat 3–3 contra el VfL Wolfsburg. En fer-ho, Havertz va batre un altre rècord del club per esdevenir el golejador més jove de la Bundesliga del Leverkusen, amb 17 anys. En última instància, va jugar 28 partits en totes les competicions i va marcar quatre gols, incloent-hi un doblet contra el Hertha BSC l'últim partit de la temporada. El Leverkusen va acabar la temporada en 12a posició.
El 14 d'abril de 2018, Havertz es va convertir en el jugador més jove de la història de la Bundesliga en jugar 50 partits als 18 anys i 307 dies, trencant el rècord que havia tingut Timo Werner. Va acabar la seva segona temporada completa al club amb 30 partits de lliga jugats i tres gols, mentre que el Leverkusen acabava la temporada en cinquè lloc.
Havertz va continuar impressionant durant la temporada següent, malgrat que el Leverkusen va patir inicialment, a mitja temporada era l'únic jugador que havia jugat en tots els partits del club, marcant-hi sis gols. El 20 de setembre de 2018 va marcar els seus primers dos gols en una competició europea, en una victòria 3–2 contra el Ludogorets Razgrad a la Lliga Europa de la UEFA 2018–19. El 26 de gener de 2019 va ser el jugador més jove de la història del Leverkusen en marcar un penal en una victòria 3–0 a la lliga contra el Wolfsburg als 19 anys, 7 mesos i 16 dies. El mes següent va esdevenir el segon jugador més jove de la història en jugar 75 partits de la Bundesliga, després de Julian Draxler, quan va jugar i marcar en una victòria 2–0 contra el Fortuna Düsseldorf. El 13 d'abril, va marcar en el seu 100è partit pel Leverkusen i va ajudar el club a guanyar la victòria 1-0 contra el Stuttgart a la lliga. Aquest gol, el seu 13è de la temporada, el va fer esdevenir el jugador més jove des que el també jugador del Stuttgart Horst Köppel en marqués 13 en una sola temporada, la 1967–68. El 5 de maig va marcar el seu 15è gol dela temporada en una victòria 6–1 contra l'Eintracht Frankfurt; el primer partit amb set gols marcats durant la primera part en un partit de la Bundesliga. En l'últim partit de la temporada, es va convertir en el jugador menor de 20 anys més golejador de la temporada de Bundesliga quan va marcar el seu 17è gol en una victòria 5–1 contra el Hertha BSC. Al final de la temporada va ser el segon finalista, després de Marco Reus, al premi al futbolista alemany de l'any, perdent per 37 vots.
El primer dia de la temporada 2019-20, Havertz va marcar en una victòria per 3–2 contra el Paderborn, convertint-se en el segon jugador més jove de tots els temps després de Köppel en marcar 25 gols a la Bundesliga. Al desembre, a l'edat de 20 anys, sis mesos i quatre dies; va batre un altre rècord de Werner per esdevenir el jugador més jove de la Bundesliga en arribar a 100 partits jugats quan va jugar a la derrota 2-0 contra el Köln. A la Lliga Europa de la UEFA 2019–20, Havertz va marcar en els dos partits contra el Porto en els trentadosens de final, i després va marcar un gol en una derrota 2-1 contra l'Inter de Milà en els quarts de final.

### Chelsea
El 4 de setembre de 2020, Havertz va signar un contracte per cinc anys amb el Chelsea FC de la Premier League. Es va publicar que la quota de transferència tenia un valor inicial de 62 milions de lliures, que podria augmentar a 71 milions de lliures amb complements, fent-lo el segon fitxatge més car del Chelsea després de Kepa Arrizabalaga. El 14 de setembre, va debutar amb el Chelsea FC al primer partit de la lliga contra el Brighton & Hove Albion, que va acabar en una victòria per 3–1 fora de casa. El 23 de setembre, Havertz va marcar el seu primer hat-trick i el seu primer gol al Chelsea en una victòria per 6–0 a casa contra el Barnsley FC a la tercera ronda de la Copa de la Lliga.

## Carrera internacional

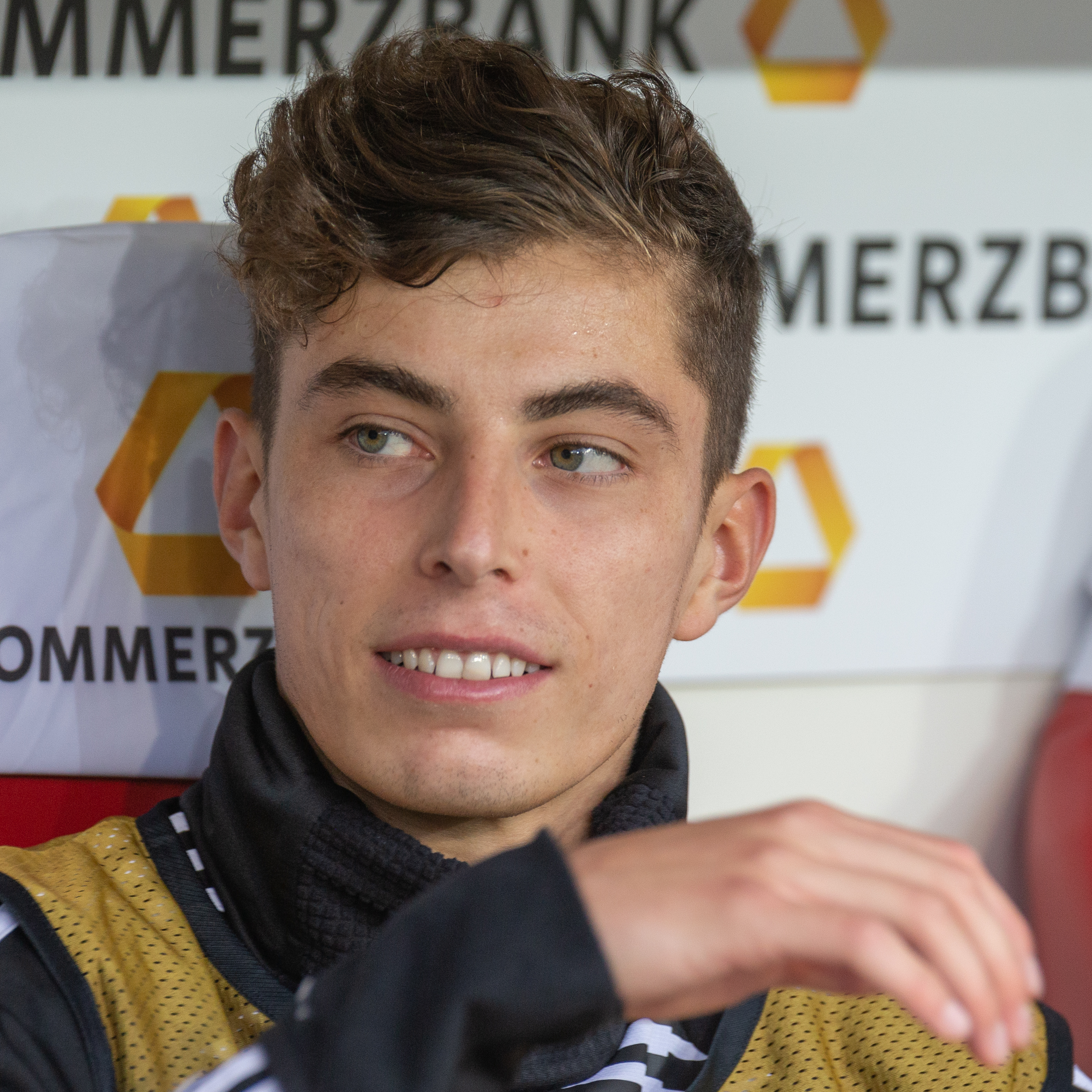
Havertz (a la fotografia durant la victòria 8–0 contra Estònia el juny de 2019) va fer el seu debut nou mesos després contra el Perú.

### Juvenil
Havertz va debutar amb la selecció sub-16 alemanya l'11 de novembre de 2014 en el partit amistós contra la República Txeca abans de ser substituït al minut 57 per Tom Baack. El partit va acabar en una victòria per 3–1 contra Alemanya.
Havertz va ser inclòs a la selecció alemanya per al Campionat d'Europa sub-17 de la UEFA 2016 a l'Azerbaidjan. Va jugar a tots els cinc partits d'Alemanya, marcant un cop abans que Alemanya fos eliminada per Espanya a les semifinals.
Després d'una absència de 15 mesos de la selecció juvenil, Havertz va debutar amb l'equip alemany sub-19 el 31 d'agost de 2017 en un empat a 0 en un amistós contra Suïssa, entrant al minut 72 per Palkó Dárdai. El 4 d'octubre de 2017, en el seu tercer partit per l'equip sub-19, Havertz va marcar quatre gols en una victòria per 5–1 contra Belarús a la primera ronda de la classificació pel Campionat d'Europa Sub-19. Més tard va ser nomenat capità del bàndol sub-19.

### Sènior
El 29 d'agost de 2018, Havertz va ser convocat per la selecció d'Alemanya per primera vegada per l'entrenador Joachim Löw. Va ser inclòs en l'equip per al partit de la Lliga de les Nacions de la UEFA contra França i en l'amistós contra el Perú. Havertz va fer el seu debut internacional el 9 de setembre de 2018, entrant com a substitut al minut 88 per Timo Werner en una victòria 2–1 a casa contra el Perú. Es va convertir en el primer jugador nascut el 1999 a representar la selecció nacional.

## Estil de joc
Havertz ha estat descrit com tècnicament dotat, migcampista ambidextre que està còmode amb la pilota a qualsevol peu i expert amb el cap. Durant els seus anys de formació, el seu estil de joc va rebre comparacions amb el del seu compatriota Mesut Özil, amb el Havertz admetent que el migcampista de l'Arsenal FC era un jugador a qui admirava. A l'edat de 19 anys, i després de nombroses actuacions impressionants a la Bundesliga, se'l va comparar amb exjugadors del Leverkusen com ara Michael Ballack, Toni Kroos i Arturo Vidal, i els mitjans de comunicació alemanys van començar a descriure'l com una combinació del lot i un Alleskönner, un jugador que pot fer-ho tot.

## Estadístiques de carrera

### Equip
A 23 de setembre de 2020 
| Equip               | Temporada           | Lliga               | Lliga  | Lliga | Copa nacional | Copa nacional | Copa de la lliga | Copa de la lliga | Europa | Europa | Altres | Altres | Total  | Total |
| Equip               | Temporada           | Divisió             | Jugats | Gols  | Jugats        | Gols          | Jugats           | Gols             | Jugats | Gols   | Jugats | Gols   | Jugats | Gols  |
| ------------------- | ------------------- | ------------------- | ------ | ----- | ------------- | ------------- | ---------------- | ---------------- | ------ | ------ | ------ | ------ | ------ | ----- |
| Bayer Leverkusen    | 2016–17             | Bundesliga          | 24     | 4     | 1             | 0             | —                | —                | 3      | 0      | —      | —      | 28     | 4     |
| Bayer Leverkusen    | 2017–18             | Bundesliga          | 30     | 3     | 5             | 1             | —                | —                | —      | —      | —      | —      | 35     | 4     |
| Bayer Leverkusen    | 2018–19             | Bundesliga          | 34     | 17    | 2             | 0             | —                | —                | 6      | 3      | —      | —      | 42     | 20    |
| Bayer Leverkusen    | 2019–20             | Bundesliga          | 30     | 12    | 5             | 2             | —                | —                | 10     | 4      | —      | —      | 45     | 18    |
| Bayer Leverkusen    | Totals              | Totals              | 118    | 36    | 13            | 3             | —                | —                | 19     | 7      | —      | —      | 150    | 46    |
| Chelsea FC          | 2020–21             | Premier League      | 2      | 0     | 0             | 0             | 1                | 3                | 0      | 0      | —      | —      | 3      | 3     |
| Total de la carrera | Total de la carrera | Total de la carrera | 120    | 36    | 13            | 3             | 1                | 3                | 19     | 7      | —      | —      | 153    | 49    |

Notes
1. ↑  Inclou DFB-Pokal, FA Cup
2. ↑  Inclou EFL Cup
3. ↑  Aparicions a la Lliga de Campions de la UEFA
4. ↑  Aparicions a la Lliga Europa de la UEFA
5. ↑  Cinc aparicions a la Lliga de Campions de la UEFA, cinc aparicions i quatre gols a la Lliga Europa de la UEFA

### International
A 13 d'octubre de 2019 
| Selecció nacional | Any   | Jugats | Gols |
| ----------------- | ----- | ------ | ---- |
| Alemanya          | 2018  | 2      | 0    |
| Alemanya          | 2019  | 5      | 1    |
| Total             | Total | 7      | 1    |

#### Gols internacionals
Marcadors i resultats indiquen primer els gols d'Alemanya.
| Número | Data                | Estadi                                | Número de partit internacional | Oponent   | Marcador | Resultat | Competició |
| ------ | ------------------- | ------------------------------------- | ------------------------------ | --------- | -------- | -------- | ---------- |
| 1      | 9 d'octubre de 2019 | Signal Iduna Park, Dortmund, Alemanya | 6                              | Argentina | 2–0      | 2–2      | Amistós    |

## Palmarès

### Clubs
Chelsea FC
- Lliga de Campions de la UEFA (1): 2020-21
- Supercopa d'Europa (1): 2021
- Campionat del Món de clubs (1): 2021

Arsenal FC
- Community Shield (1): 2023

### Individual
Medalles
- Medalla Fritz Walter: sub-17 Argent - 2016[50]
- Medalla Fritz Walter: sub-19 Or - 2018[51]

Altres
- Equip de l'any de la Bundesliga: 2018–19[52]
- Jugador del mes de la Bundesliga: abril de 2019, maig de 2019,[53] maig de 2020[54]
- Onze emergent de la Lliga de Campions de la UEFA: 2019[55]
- Equip de la temporada de la Lliga Europa de la UEFA: 2019–20[56]